# Аэрология
Аэроло́гия (др.-греч. ἀήρ, aēr, «воздух» + -λογία ← др.-греч. λόγος, lógos, «знание») — наука, выделившаяся в конце XIX века из общей метеорологии по признаку предмета (изучение так называемой свободной атмосферы, под которой подразумеваются верхние слои атмосферы Земли — мезосфера, термосфера и экзосфера) и метода (аэрологические приборы и методы обследования).
Для исследований используются радиозонды и метеорологические (аэрологические) ракеты, которые запускаются на высоту до 30—50 километров. Аэрологи осуществляют запуски на метеостанциях, на полярных станциях Арктики и Антарктики, научно-исследовательских судах (погоды), а также при крупных аэродромах и космодромах. Радиозонды и метеоракеты передают через радиолокационные станции реальную информацию о температуре, влажности, скорости и направлении ветра на разных уровнях тропосферы (стратосферы).